# Gornja Dubrava
Gornja Dubrava – dzielnica Zagrzebia, stolicy Chorwacji. Zlokalizowana jest w północno-wschodniej części miasta, ma 61 388 mieszkańców (rok 2001).
Dzielnica Gornja Dubrava graniczy z następującymi dzielnicami: od wschodu i północnego wschodu – Sesvete, od południa – Donja Dubrava, od zachodu – Maksimir, od północnego zachodu – Podsljeme.